# Драница
Драни́ца (укр. Драниця) — село в Мамалыговской сельской общине Днестровского района Черновицкой области Украины.
Расположено на левом берегу реки Прут. Возле села расположен Драницкий орнитологический заказник.
Население по переписи 2001 года составляло 1761 человек. Почтовый индекс — 60356. Телефонный код — 03733. Код КОАТУУ — 7323082001.

## История
В 1946 г. Указом ПВС УССР село Шендряны переименовано в Драница.
До 2020 года входило в Новоселицкий район.